# جون كير (مدرب تزلج فني)
جون كير (بالإنجليزية: John Alastair Kerr)‏ هو راقص على الجليد بريطاني، ولد في 2 يونيو 1980 في Broxburn ‏ في المملكة المتحدة.

## وصلات خارجية
- الموقع الرسمي
- جون كير على موقع الاتحاد الدولي للتزلج (الإنجليزية)
- جون كير على موقع أوليمبيديا (الإنجليزية)
- جون كير على موقع اللجنة الأولمبية البريطانية (الإنجليزية)